# 寇志超
寇志超（1989年6月26日—），中國男子排球運動員，亦為中國國家男子排球隊成員，身高1.99米，司職接应，現時效力於山东體彩男排。

## 运动生涯
寇志超是山东男排主力接应，2007年临时轉至辽宁男排备战全运会。2009年重回山东队，进入2009-10赛季中國男子排球联赛四强。在2008年首次入选国家队，并随队征战了首届男排亚洲杯获得季军。2011年，再次入选中国男排大名单，但未参加集训。 
2013年3月23日，第12届全运会男排预赛，山东男排以3-2的盘分险胜八一男排。两队在第三局打出38-40的高比分，寇志超個人轰下46分，刷新个人得分纪录。